# Dmitri Alexandrowitsch Prigow

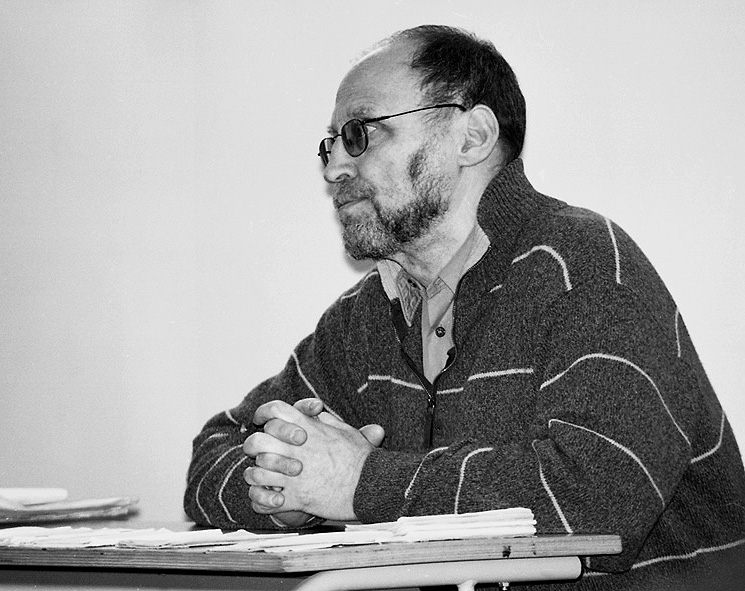
Dmitri Prigow 2005

Dmitri Alexandrowitsch Prigow (russisch Дмитрий Александрович Пригов, wiss. Transliteration Dmitrij Aleksandrovič Prigov; * 5. November 1940 in Moskau; † 16. Juli 2007 ebenda) war ein russischer Künstler.

## Leben
Prigow studierte in den 1960er Jahren Bildhauerei am Stroganow-Kunstinstitut in Moskau. Danach arbeitete er für die städtische Architekturverwaltung und gestaltete Skulpturen für öffentliche Parks. Nach intensiver Auseinandersetzung mit visueller und konkreter Poesie schrieb er eigene Gedichte, Dramen und Essays. Zahlreiche seiner Gedichte zirkulierten im Samisdat und im Tamisdat. Prigow veranstaltete Musikperformances mit Jazz- und Rockmusikern und galt manchen als Leitfigur des neuen russischen Konzeptualismus.
Wegen seiner „An die Bürger“ gerichteten literarischen Aufrufe wurde er 1986 auf offener Straße vom KGB aufgegriffen und zwangsweise in eine psychiatrische Anstalt verbracht; Proteste prominenter Dichter (u. a. von Bella Achatowna Achmadulina) sowie aus dem Ausland führten jedoch nach kurzer Zeit zu seiner Entlassung.
Prigow nahm 1987 an der Documenta 8 in Kassel teil. 1989 hatte er erste Einzelausstellungen in der Struve Gallery in Chicago und in der St. Louis Gallery of Contemporary Art. 1990 erhielt er ein DAAD-Stipendium für einen einjährigen Aufenthalt in Berlin, während dessen er das Werk Poet ohne Persönlichkeit verfasste.
Am 16. Juli 2007 starb Prigow an den Folgen eines Herzinfarkts in Moskau.

## Auszeichnungen
- 1993: Alexander-Puschkin-Preis der Alfred Toepfer Stiftung F. V. S.[4]
- 1998: Internationalen Biennale der Papierkunst, Düren
- 2000: Pasternak-Preis[5]

## Trivia
Prigow spielte mehrere kleine Rollen in Filmen, u. a. einen Schriftsteller in Pawel Semjonowitsch Lungins Taxi Blues (1990).
Am 15. Juli 2018 demonstrierte Pussy Riot nach der Pause des Fußball-WM-Finals zur Unterstützung politischer Gefangener auf dem Spielfeld. Die Gruppe erinnerte dabei an Prigows 11. Todestag und bezog sich auf seine Gedichte über den Moskauer Milizionär.

## Bibliographie (Auswahl)
- Poet ohne Persönlichkeit. Aus dem Russischen von Peter Urban. Literarisches Colloquium Berlin, Berlin 1991, ISBN 3-926178-22-1.
- Der Milizionär und die Anderen. Gedichte und Alphabete. Nachdichtungen von Günter Hirt und Sascha Wonders. Reclam-Verlag, Leipzig 1992, ISBN 3-379-01421-4.
- Lebt in Moskau! Aus dem Russischen von Erich Klein und Susanne Macht. Folio Verlag, Wien-Bozen 2003, ISBN 3-85256-234-1.
- Moskau-Japan und zurück. non-fiction. Aus dem Russischen übersetzt von Christiane Körner. Folio Verlag, Wien-Bozen 2007, ISBN 978-3-85256-360-2.
- Katja chinesisch : eine fremde Erzählung. Aus dem Russischen übersetzt und mit einem Nachwort versehen von Christiane Körner. Erste Auflage, deutsche Erstausgabe, Suhrkamp Verlag, Berlin 2022, ISBN 978-3-518-22542-4.

## Ausstellungen (Auswahl)
Einzelausstellungen
- 2014 Dmitri Prigow. Von der Renaissance bis zum Konzeptualismus und weiter, Tretjakow-Galerie, Moskau
- 2011 Dmitri Prigow: Dmitri Prigow, Eremitage im Rahmen der 54. Biennale di Venezia
- 2008 Arbeiter der Kunst, Galerie Sandmann, Berlin
- 2008 Bürger! Vergeßt bitte nicht! im Moskauer Museum für Moderne Kunst
- 2005 Phantom Installations, White Space Gallery, London
- 2005 Zitate aus verschiedenen Kontexten, Ulitsa O.G.I. Galerie, Moskau
- 2004 Monster und... Galerie Sandmann, Berlin
- 2003 In the Presence of a Stranger, KulturKontakt-Austria-Pavillon Piroschkarev, Wiener Museumsquartier
- 2002 Phantom Installations, University Art Gallery, Pittsburgh
- 2001 Malewitschs Vagina Russisches Museum, Sankt Petersburg
- 1999 Pulsierendes Schwarz, ifa-galerie, Berlin
- 1999 Die Menschen mit einem dritten Auge, Krings-Ernst Galerie, Köln
- 1998 Courageous Teddy Bear, Centro Arte Contemporanea Spazio Umano, Mailand
- 1998 Series, Velta Galerie, Moskau
- 1996 Monstropologie, Krings-Ernst Galerie, Köln
- 1996 Russisches Tibet, Wewerka Pavillon, Münster
- 1994 Computer in einer russischen Familie, M. Guelman Galerie, Moskau
- 1993 Der Schlaf der Walküren gebiert schlafende Ungeheuer, Kunst-Werke Berlin
- 1991 Berichte über das heilige sowjetische Rußland, Krings-Ernst Galerie, Köln
- 1991 100 Möglichkeiten. Installationen für eine Putzfrau und einen Klempner, Inter Art Agentur für Kunst, Berlin
- 1989 Dmitry Prigov, St. Louis Gallery of Contemporary Art, St. Louis
- 1988 Boris Orlov, Dmitry Prigov, Struve Gallery, Chicago

Gruppenausstellungen
- 2008 Die totale Aufklärung – Moskauer Konzeptkunst, Schirn Kunsthalle, Frankfurt am Main
- 2006 ARTEAST 2000+23, Moderna galerija Ljubljana
- 2004/03 Moskauer Konzeptualismus, Kupferstichkabinett Berlin
- 2003 Berlin-Moskau, Martin-Gropius-Bau, Berlin
- 2001 Russian Patient, Freud Museum, London
- 1995/96 Dmitrij Prigow: 1975–1995, Ludwig Kortárs Művészeti Múzeum, Budapest
- 1995 Kunst im verborgenen. Nonkonformisten Russland 1957–1995, Wilhelm-Hack-Museum, Ludwigshafen am Rhein
- 1995 Gwangju Biennale 1995, Gwangju
- 1992 Artistos Russos Contemporaneos, Auditorio de Galicia, Santiago de Compostela
- 1991 BiNationale (Israelische – Sowjetische Kunst um 1900), Israel-Museum, Jerusalem
- 1991 Art Europe 1991, Kunstverein Hannover
- 1991 Fate of the Text (mit Lew Rubinstein und Wladimir Sorokin), L-Galerie, Moskau
- 1990/91 In de USSR en Erbuiten, Stedelijk Museum, Amsterdam
- 1990 ИсKONSTво, Kulturhuset, Stockholm
- 1990 Von der Revolution zur Perestrojka, Sammlung Ludwig, Kunstmuseum Luzern
- 1989 Mosca – Terza Roma, Sala 1, Rom
- 1989 Novostroika, Institute of Contemporary Arts, London
- 1988 Ich lebe – Ich sehe, Kunstmuseum Bern
- 1988 Glassnost, Kunsthalle in Emden
- 1988 Nowe ruskie, Kulturpalast (Warschau)
- 1987 Documenta 8, Kassel
- 1983 Sieg über die Sonne, APTART Galerie (N. Alexejews Wohnung), Moskau
- 1981 Nouvelles Tendences de l'Art Russe Non-Officiel. 1970–1980, Centre Culturel de la Villedieu, Elancourt
- 1980 Eintagesausstellung im Club der Bildhauer, Moskauer Sektion der Künstlergewerkschaft